# 1963年東京都知事選挙
1963年東京都知事選挙（1963ねんとうきょうとちじせんきょ）は、1963年（昭和38年）4月17日に行われた東京都知事（第5代）の選挙である。
現職の東龍太郎が再選された。

## 概要
阪本勝は元衆議院議員、元尼崎市長、前兵庫県知事で、日本社会党・民主社会党・日本共産党による革新統一候補として、現職の東龍太郎知事の有力な対抗馬と目されていた。

## 選挙データ

### 投票日
- 1963年（昭和38年）4月17日

### 選挙制度
有権者数
6,111,660（男性：3,112,587 女性：2,999,073）

## 主な争点

### 政局
- 東都政の是非

## 立候補者
| 候補者名 | 年齢 | 党派                     | 党派                                | 肩書                                   |
| 候補者名 | 年齢 | 公認                     | 推薦・支持他                        | 肩書                                   |
| -------- | ---- | ------------------------ | ----------------------------------- | -------------------------------------- |
| 東龍太郎 | 70   | 無所属                   | 自由民主党 推薦                     | 東京都知事                             |
| 阪本勝   | 63   | 無所属                   | 日本社会党・民社党・日本共産党 推薦 | 元衆議院議員・元兵庫県知事・元尼崎市長 |
| 赤尾敏   | 64   | 大日本愛国党             |                                     | 政治団体代表                           |
| 中山勝   | 49   | 肥後亨                   |                                     |                                        |
| 川村茂久 | 62   | 無所属                   |                                     | 元甲府市長                             |
| 高田巌   | 32   | 肥後亨                   |                                     |                                        |
| 清水亘   | 53   | 議会主義政治擁護国民同盟 |                                     |                                        |
| 福田進   | 34   | 防共挺身隊               |                                     |                                        |
| 小田俊与 | 56   | 無所属                   |                                     |                                        |
| 貴島桃隆 | 61   | 無所属                   |                                     |                                        |
| 中村吟造 | 67   | 無所属                   |                                     |                                        |
| 河野孔明 | 57   | 新東方会                 |                                     |                                        |
| 橋本勝   | 58   | 肥後亨                   |                                     |                                        |

## 選挙運動
前々回及び前回の都知事選挙と革新系の有田八郎の善戦を許していた保守勢力にとって、翌年の東京オリンピック開催を控え革新都政阻止は焦眉の急になり、大物右翼の児玉誉士夫・笹川良一や、政府要人の川島正次郎らから反共活動資金を供与された右派候補が大挙して出馬し、阪本に対する熾烈な減票工作、選挙妨害を展開した。また、保守陣営による選管発行の偽造証紙を大量に貼って選挙ポスターを増やすというニセ証紙事件も起きた。
3候補を擁立した『肥後亨』は政治団体名で、中でも『橋本勝』は戸籍を剽窃した第三者の成りすましであり、本人は既に死亡していた事実が執行日直前に発覚し、立候補無効、得票0とする処分が下された。

## 選挙結果
※当日有権者数：6,111,660人 最終投票率：67.74%（前回比： 2.38pts）
| 候補者名 | 年齢 | 所属党派                 | 新旧別 | 得票数      | 得票率 | 推薦・支持             |
| -------- | ---- | ------------------------ | ------ | ----------- | ------ | ---------------------- |
| 東龍太郎 | 70   | 無所属                   | 現     | 2,298,616票 | 57.08% | 自民党                 |
| 阪本勝   | 63   | 無所属                   | 新     | 1,634,634票 | 40.59% | 社会党・民社党・共産党 |
| 赤尾敏   | 64   | 大日本愛国党             | 新     | 23,040票    | 0.57%  |                        |
| 中山勝   | 49   | 肥後亨                   | 新     | 17,799票    | 0.44%  |                        |
| 川村茂久 | 62   | 無所属                   | 新     | 8,730票     | 0.22%  |                        |
| 高田巌   | 32   | 肥後亨                   | 新     | 8,032票     | 0.20%  |                        |
| 清水亘   | 53   | 議会主義政治擁護国民同盟 | 新     | 7,270票     | 0.18%  |                        |
| 福田進   | 34   | 防共挺身隊               | 新     | 6,940票     | 0.17%  |                        |
| 小田俊与 | 56   | 無所属                   | 新     | 6,168票     | 0.15%  |                        |
| 貴島桃隆 | 61   | 無所属                   | 新     | 6,048票     | 0.15%  |                        |
| 中村吟造 | 67   | 無所属                   | 新     | 5,816票     | 0.14%  |                        |
| 河野孔明 | 57   | 新東方会                 | 新     | 3,913票     | 0.09%  |                        |
| 橋本勝   | 58   | 肥後亨                   | 新     | 0票         | 0.00%  |                        |

## 選挙後
東派によるニセ証紙事件が発覚した。その後、革新陣営より選挙無効訴訟が起こされたが、選挙は有効とする判決が出ている。